# Frank Foster
Frank Foster (23. september 1928 i Cincinnati Ohio – 26. juli 2011 i Virginia) var en amerikansk saxofonist og fløjtenist, komponist og arrangør. 
Foster blev kendt i Count Basies orkester i 1953. han skrev mange af numrerne som f.eks. Shiny Stockings, Down For The Count, Blues Backstage og Back To The Apple, som alle i dag er klassikere indenfor jazzen. 
Foster spillede (1970-1972) med Elvin Jones Gruppe, og (1972-1975) med Thad Jones/Mel Lewis Big Band.
Han har ligeledes spillet med Kenny Burrell, Donald Byrd, Horace Parlan og Gene Ammons. 
Foster var i den sidste del af sit liv, leder af Count Basies big band. Han har også indspillet og ledet grupper i eget navn.